# توشیکی اونوزاوا
توشیکی اونوزاوا (انگلیسی: Toshiki Onozawa؛ زادهٔ ۲ ژوئن ۱۹۹۸) بازیکن فوتبال اهل ژاپن است.
از باشگاه‌هایی که در آن بازی کرده‌است می‌توان به باشگاه فوتبال سرزو اوساکا اشاره کرد.